# الهنغاري
الهنغاري، رواية عربية للروائي الجزائري رشدي رضوان، وهي أولى أعماله الروائية. صدرت لأوّل مرة عن دار العين للنشر في عام 2021، ودخلت في القائمة الطويلة للجائزة العالمية للرواية العربية لعام 2022، المعروفة باسم «جائزة بوكر العربية».

## المضمون
تدور أحداث الرواية في فترة معقدة من التاريخ البشري الحديث وبالتحديد في سنوات الحرب العالمية الثانية، حيث تتقاطع أقدار رجلين من بيئتين مختلفتين، الأول عازف بيانو من بلدة داخلية في هنغاريا اسمه جينو ماتيوش، والثاني من بلدة داخلية في الجزائر؛ هارب من التجنيد الاستعماري الإجباري وعازف ناي اسمه مسعود.
يجد الرجلان نفسيهما متورطان في حرب لا تعنيهما وعلى أرض بعيدة في الشمال الفرنسي بعد رحلة مرهقة مثخنة بالسخط والقنوت، رحلة يفقد فيها ماتيوش أصابعه ويفقد فيها مسعود رغبته في الحياة.